# U-130 (1941)
| U-130                                                                                                | U-130 | U-130 |
| --- | --- | --- |
| U 130                                                                                                | | |
| | | |
| Зображення підводного човна U-505, однотипного з U-130                                               | | |
| Верф                                                                                                 | Deutsche Schiff- und Maschinenbau, AG Weser, Бремен | Deutsche Schiff- und Maschinenbau, AG Weser, Бремен |
| Під прапором                                                                                         | Третій Рейх | Третій Рейх |
| Належність                                                                                           | Крігсмаріне | Крігсмаріне |
| Порт приписки                                                                                        | Кіль Лор'ян | Кіль Лор'ян |
| Замовлення                                                                                           | 7 серпня 1939 | 7 серпня 1939 |
| Закладений                                                                                           | 20 серпня 1940 | 20 серпня 1940 |
| Спуск на воду                                                                                        | 14 березня 1941 | 14 березня 1941 |
| Введений до складу флоту                                                                             | 11 червня 1941 | 11 червня 1941 |
| На службі                                                                                            | 1941—1943 | 1941—1943 |
| Загибель                                                                                             | 12 березня 1943 року потоплений західніше Азорських островів глибинними бомбами американського есмінця «Чамплін»                                                           | 12 березня 1943 року потоплений західніше Азорських островів глибинними бомбами американського есмінця «Чамплін»                                                           |
| Сучасний статус                                                                                      | затоплений | затоплений |
| Бойовий досвід                                                                                       | Друга світова війна Битва за Атлантику Кампанія в Карибському морі Морська битва біля Касабланки                                                                           | Друга світова війна Битва за Атлантику Кампанія в Карибському морі Морська битва біля Касабланки                                                                           |
| Проєкт                                                                                               | | |
| Тип ПЧ                                                                                               | великий океанський торпедний ДПЧ | великий океанський торпедний ДПЧ |
| Основні характеристики                                                                               | | |
| Швидкість (надводна)                                                                                 | 18,2 вузла (33,7 км/год) | 18,2 вузла (33,7 км/год) |
| Швидкість (підводна)                                                                                 | 7,3 (13,5 км/год) | 7,3 (13,5 км/год) |
| Робоча глибина занурення                                                                             | 100 м | 100 м |
| Гранична глибина занурення                                                                           | 230 м | 230 м |
| Дальність плавання                                                                                   | 64 милі (119 км) км на швидкості 4 вузли (7,4 км/год) (у підводному положенні) 13 450 морських миль (24 910 км на швидкості 10 вузлів (19 км/год) (у надводному положенні) | 64 милі (119 км) км на швидкості 4 вузли (7,4 км/год) (у підводному положенні) 13 450 морських миль (24 910 км на швидкості 10 вузлів (19 км/год) (у надводному положенні) |
| Екіпаж                                                                                               | 48 офіцерів та матросів | 48 офіцерів та матросів |
| Розміри                                                                                              | | |
| Довжина найбільша (по КВЛ)                                                                           | 76,76 м | 76,76 м |
| Ширина корпусу найб.                                                                                 | 6,76 м | 6,76 м |
| Висота                                                                                               | 9,6 м | 9,6 м |
| Середня осадка (по КВЛ)                                                                              | 4,7 м | 4,7 м |
| Водотоннажність надводна                                                                             | 1120 т | 1120 т |
| Силова установка                                                                                     | | |
| Дизель-електрична: 2 дизельні двигуни MAN M 9 V 40/46 2 електродвигуни Siemens-Schuckert 2 GU 345/34 | | |
| Гвинти                                                                                               | 2 | 2 |
| Потужність                                                                                           | 2 × 2 200 к.с. (дизелі) 2 × 740 к.с. (електродвигуни) | 2 × 2 200 к.с. (дизелі) 2 × 740 к.с. (електродвигуни) |
| Озброєння                                                                                            | | |
| Артилерія                                                                                            | 1 × 105-мм палубна гармата SK C/32 | 1 × 105-мм палубна гармата SK C/32 |
| Торпедно- мінне озброєння                                                                            | 4 носових і 2 кормових ТА; 22 торпеди або 44 міни TMA чи 66 TMB | 4 носових і 2 кормових ТА; 22 торпеди або 44 міни TMA чи 66 TMB |
| ППО                                                                                                  | 1 × 37-мм зенітна гармата SKC/30 2 (1 × 2) × 20-мм зенітні гармати FlaK 30                                                                                                 | 1 × 37-мм зенітна гармата SKC/30 2 (1 × 2) × 20-мм зенітні гармати FlaK 30                                                                                                 |

U-130 — німецький великий океанський підводний човен типу IXC, що входив до складу Військово-морських сил Третього Рейху за часів Другої світової війни. Закладений 20 серпня 1940 року на верфі Deutsche Schiff- und Maschinenbau, AG Weser у Бремені. Спущений на воду 14 березня 1941 року, а 11 червня 1941 року корабель увійшов до складу ВМС нацистської Німеччини.

## Історія служби
U-130 належав до серії німецьких підводних човнів типу IXC, великих океанських човнів, призначених діяти на морських комунікаціях противника на далеких відстанях у відкритому океані. Човнів цього типу було випущено 54 одиниці і вони дуже успішно та результативно проявили себе в ході бойових дій в Атлантиці. 11 червня 1941 року U-130 розпочав службу у складі 4-ї навчальної флотилії, а з 1 вересня 1941 року переведений до навчального складу 2-ї флотилії ПЧ Крігсмаріне, в якій з 1 грудня 1941 року увійшов до бойового складу флотилії.
З грудня 1941 року і до березня 1943 року U-130 здійснив 6 бойових походів в Атлантичний океан, в яких провів 299 днів. Човен потопив 21 торгове судно (127 608 GRT) і 3 допоміжні військові кораблі (34 407 GRT), а також пошкодив 1 судно (6986 GRT).
12 березня 1943 року під час шостого бойового походу U-130 був потоплений західніше Азорських островів глибинними бомбами американського есмінця «Чамплін». Всі 53 члени екіпажу загинули.

## Командири
- корветтен-капітан Ернст Кальс (11 червня 1941 — 1 січня 1943);
- Оберлейтенант-цур-зее Зігфрід Келлер (7 лютого — 12 березня 1943).

## Перелік уражених U-130 суден у бойових походах
| №                                                            | Дата              | Командир ПЧ          | Назва             | Тип                         | Належність      | Водотоннажність (брт) | Вантаж                                                                                                 | Конвой       | Результат та координати                                                 | Наслідки атаки для екіпажу        | Прим. |
| ------------------------------------------------------------ | ----------------- | -------------------- | ----------------- | --------------------------- | --------------- | --------------------- | --- | ------------ | ----------------------------------------------------------------------- | --------------------------------- | ----- |
| Перший похід (01.12—16.12.1941, 16 діб; Кіль—Лор'ян)         |                   |                      |                   |                             |                 |                       | |              |                                                                         |                                   |       |
| 1                                                            | 10 грудня 1941    | KrvKpt. Ернст Кальс  | Star of Luxor     | суховантажне судно          | Єгипет          | 5 298                 | 7094 тонни генеральних вантажів і військового майна, у тому числі 1436 тонн недорогоцінного металу     | Конвой SC 57 | потоплено 56°57′ пн. ш. 16°35′ зх. д. / 56.950° пн. ш. 16.583° зх. д.   | 56 (4 загинули та 52 врятовані)   |       |
| 2                                                            | 10 грудня 1941    | KrvKpt. Ернст Кальс  | Kirnwood          | суховантажне судно          | Велика Британія | 3 829                 | 5500 тонн зерна                                                                                        | Конвой SC 57 | потоплено 56°57′ пн. ш. 16°35′ зх. д. / 56.950° пн. ш. 16.583° зх. д.   | 45 (12 загинули та 33 врятовані)  |       |
| 3                                                            | 10 грудня 1941    | KrvKpt. Ернст Кальс  | Kurdistan         | суховантажне судно          | Велика Британія | 5 844                 | 6534 тонни генеральних вантажів, у тому числі продовольчих товарів, недорогоцінних металів та текстилю | Конвой SC 57 | потоплено 56°57′ пн. ш. 16°36′ зх. д. / 56.950° пн. ш. 16.600° зх. д.   | 66 (10 загинули та 56 вцілілі)    |       |
| Другий похід (27.12.1941—25.02.1942, 61 доба; Лор'ян—Лор'ян) |                   | KrvKpt. Ернст Кальс  |                   |                             |                 |                       | |              |                                                                         |                                   |       |
| 4                                                            | 13 січня 1942     | KrvKpt. Ернст Кальс  | Frisco            | суховантажне судно          | Норвегія        | 1 582                 | ліс |              | потоплено 44°50′ пн. ш. 60°20′ зх. д. / 44.833° пн. ш. 60.333° зх. д.   | 19 (13 загинули та 6 вцілілі)     |       |
| 5                                                            | 13 січня 1942     | KrvKpt. Ернст Кальс  | Friar Rock        | суховантажне судно          | Панама          | 5 427                 | Генеральні вантажі та державне майно                                                                   | Конвой SC 64 | потоплено 45°30′ пн. ш. 50°40′ зх. д. / 45.500° пн. ш. 50.667° зх. д.   | 37 (31 загиблий та 6 вцілілі)     |       |
| 6                                                            | 21 січня 1942     | KrvKpt. Ернст Кальс  | Alexandra Høegh   | танкер                      | Норвегія        | 8 248                 | 12 000 тон сирої нафти                                                                                 |              | потоплений 40°53′ пн. ш. 65°56′ зх. д. / 40.883° пн. ш. 65.933° зх. д.  | 28 (усі вцілілі)                  |       |
| 7                                                            | 25 січня 1942     | KrvKpt. Ернст Кальс  | Varanger          | танкер                      | Норвегія        | 9 305                 | 12750 тонн мазуту                                                                                      |              | потоплений 38°58′ пн. ш. 74°06′ зх. д. / 38.967° пн. ш. 74.100° зх. д.  | 40 (усі вцілілі)                  |       |
| 8                                                            | 27 січня 1942     | KrvKpt. Ернст Кальс  | Francis E. Powell | танкер                      | США             | 7 096                 | 81 000 барелів мазуту та бензину                                                                       |              | потоплений 38°05′ пн. ш. 74°53′ зх. д. / 38.083° пн. ш. 74.883° зх. д.  | 32 (4 загиблих та 28 вижили)      |       |
| 9                                                            | 27 січня 1942     | KrvKpt. Ернст Кальс  | Halo              | танкер                      | США             | 6 986                 | ? |              | пошкоджений 38°05′ пн. ш. 74°53′ зх. д. / 38.083° пн. ш. 74.883° зх. д. | ? (? загиблих та ? вижили)        |       |
| Третій похід (24.03—06.06.1942, 75 діб; Лор'ян—Лор'ян)       |                   | KrvKpt. Ернст Кальс  |                   |                             |                 |                       | |              |                                                                         |                                   |       |
| 10                                                           | 11 квітня 1942    | KrvKpt. Ернст Кальс  | Grenanger         | суховантажне судно          | Норвегія        | 5 393                 | Генеральний вантаж і кава                                                                              |              | потоплено 22°45′ пн. ш. 57°13′ зх. д. / 22.750° пн. ш. 57.217° зх. д.   | 36 (усі вцілілі)                  |       |
| 11                                                           | 12 квітня 1942    | KrvKpt. Ернст Кальс  | Esso Boston       | танкер                      | США             | 7 699                 | 105 400 барелів сирої нафти                                                                            |              | потоплений 21°42′ пн. ш. 60°00′ зх. д. / 21.700° пн. ш. 60.000° зх. д.  | 37 (усі вцілілі)                  |       |
| Четвертий похід (04.07—12.09.1942, 71 доба; Лор'ян—Лор'ян)   |                   | KrvKpt. Ернст Кальс  |                   |                             |                 |                       | |              |                                                                         |                                   |       |
| 12                                                           | 25 липня 1942     | KrvKpt. Ернст Кальс  | Tankexpress       | танкер                      | Норвегія        | 10 095                | баласт                                                                                                 |              | потоплений 10°05′ пн. ш. 26°31′ зх. д. / 10.083° пн. ш. 26.517° зх. д.  | 39 (усі вцілілі)                  |       |
| 13                                                           | 27 липня 1942     | KrvKpt. Ернст Кальс  | Elmwood           | суховантажне судно          | Велика Британія | 7 167                 | 7000 тонн генеральних вантажів та військової техніки, включаючи танки                                  |              | потоплено 4°48′ пн. ш. 22°00′ зх. д. / 4.800° пн. ш. 22.000° зх. д.     | 51 (усі вижили)                   |       |
| 14                                                           | 30 липня 1942     | KrvKpt. Ернст Кальс  | Danmark           | суховантажне судно          | Велика Британія | 8 391                 | баласт                                                                                                 |              | потоплено 07°00′ пн. ш. 24°19′ зх. д. / 7.000° пн. ш. 24.317° зх. д.    | 46 (усі вижили)                   |       |
| 15                                                           | 9 серпня 1942     | KrvKpt. Ернст Кальс  | Malmanger         | танкер                      | Норвегія        | 7 078                 | 10 040 тонн мазуту                                                                                     | Конвой E 5   | потоплений 07°13′ пн. ш. 26°30′ зх. д. / 7.217° пн. ш. 26.500° зх. д.   | 34 (2 загинули та 32 вижили)      |       |
| 16                                                           | 11 серпня 1942    | KrvKpt. Ернст Кальс  | Mirlo             | танкер                      | Норвегія        | 7 455                 | 10 000 тонн мазуту та дизельного палива                                                                | Конвой E 6   | потоплений 06°04′ пн. ш. 26°50′ зх. д. / 6.067° пн. ш. 26.833° зх. д.   | 37 (усі вижили)                   |       |
| 17                                                           | 25 серпня 1942    | KrvKpt. Ернст Кальс  | Viking Star       | суховантажне судно          | Велика Британія | 6 445                 | 4 519 тонн рефрижераторних вантажів та 200 тонн добрив                                                 |              | потоплено 06°00′ пн. ш. 14°00′ зх. д. / 6.000° пн. ш. 14.000° зх. д.    | 60 (8 загиблих та 52 вижили)      |       |
| 18                                                           | 26 серпня 1942    | KrvKpt. Ернст Кальс  | Beechwood         | суховантажне судно          | Велика Британія | 4 897                 | 3 209 тонн генеральних вантажів і 5000 тонн калію                                                      |              | потоплено 05°30′ пн. ш. 14°04′ зх. д. / 5.500° пн. ш. 14.067° зх. д.    | 44 (1 загиблий та 43 вцілілих)    |       |
| П'ятий похід (29.10—30.12.1942, 63 доби; Лор'ян—Лор'ян)      |                   | KrvKpt. Ернст Кальс  |                   |                             |                 |                       | |              |                                                                         |                                   |       |
| 19                                                           | 12 листопада 1942 | KrvKpt. Ернст Кальс  | «Едвард Ратледж»  | ударний транспорт           | США             | 9 360                 | Військове майно та особовий склад                                                                      | Конвой UGF 1 | потоплений 33°40′ пн. ш. 07°35′ зх. д. / 33.667° пн. ш. 7.583° зх. д.   | ? (15 загинуло та ? вціліло)      |       |
| 20                                                           | 12 листопада 1942 | KrvKpt. Ернст Кальс  | «Г'ю Скотт»       | військове транспортне судно | США             | 12 479                | Військове майно та особовий склад                                                                      | Конвой UGF 1 | потоплено 33°40′ пн. ш. 07°35′ зх. д. / 33.667° пн. ш. 7.583° зх. д.    | 119 (59 загинуло та 60 врятовані) |       |
| 21                                                           | 12 листопада 1942 | KrvKpt. Ернст Кальс  | «Таскер Блісс»    | військове транспортне судно | США             | 12 568                | Військове майно та особовий склад                                                                      | Конвой UGF 1 | потоплено 33°40′ пн. ш. 07°35′ зх. д. / 33.667° пн. ш. 7.583° зх. д.    | 235 (31 загинув та 204 врятовані) |       |
| Шостий похід (28.02—12.03.1943, 13 діб; Лор'ян—загибель)     |                   |                      |                   |                             |                 |                       | |              |                                                                         |                                   |       |
| 22                                                           | 5 березня 1943    | Oblt. Зігфрід Келлер | Empire Tower      | суховантажне судно          | Велика Британія | 4 378                 | 6532 тонни залізної руди                                                                               | Конвой XK 2  | потоплено 43°50′ пн. ш. 14°46′ зх. д. / 43.833° пн. ш. 14.767° зх. д.   | 46 (40 загинули та 6 врятовані)   |       |
| 23                                                           | 5 березня 1943    | Oblt. Зігфрід Келлер | Fidra             | суховантажне судно          | Велика Британія | 1 574                 | 2300 тонни залізної руди                                                                               | Конвой XK 2  | потоплено 43°50′ пн. ш. 14°46′ зх. д. / 43.833° пн. ш. 14.767° зх. д.   | 29 (17 загинули та 12 врятовані)  |       |
| 24                                                           | 5 березня 1943    | Oblt. Зігфрід Келлер | Ger-y-Bryn        | суховантажне судно          | Велика Британія | 5 108                 | 8181 тонна західноафриканської продукції                                                               | Конвой XK 2  | потоплено 43°50′ пн. ш. 14°46′ зх. д. / 43.833° пн. ш. 14.767° зх. д.   | 47 (усі вижили)                   |       |
| 25                                                           | 5 березня 1943    | Oblt. Зігфрід Келлер | Trefusis          | суховантажне судно          | Велика Британія | 5 299                 | 7400 тонн залізної руди                                                                                | Конвой XK 2  | потоплено 43°50′ пн. ш. 14°46′ зх. д. / 43.833° пн. ш. 14.767° зх. д.   | 47 (3 загинули та 44 вижили)      |       |